# Estación de ferrocarril de Lahore
La Estación de Lahore (en urdu: لاہور جنکشن ریلوے اسٹیشن‎), conocida en inglés como Lahore Junction, es la principal estación de ferrocarril de la ciudad de Lahore, en el Punjab de Pakistán. La construcción comenzó poco después de la Guerra de Independencia de 1857 contra el dominio británico, por lo que se construyó al estilo de un castillo medieval con gruesos muros, torretas y agujeros para dirigir el fuego de cañones y cañones para la defensa de la estructura. La estación ahora es propiedad de Pakistan Railways y también sirve como su sede.

## Historia

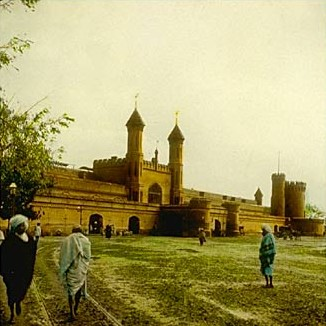
Estación de Lahore en 1895 en una fotografía de William Henry Jackson.

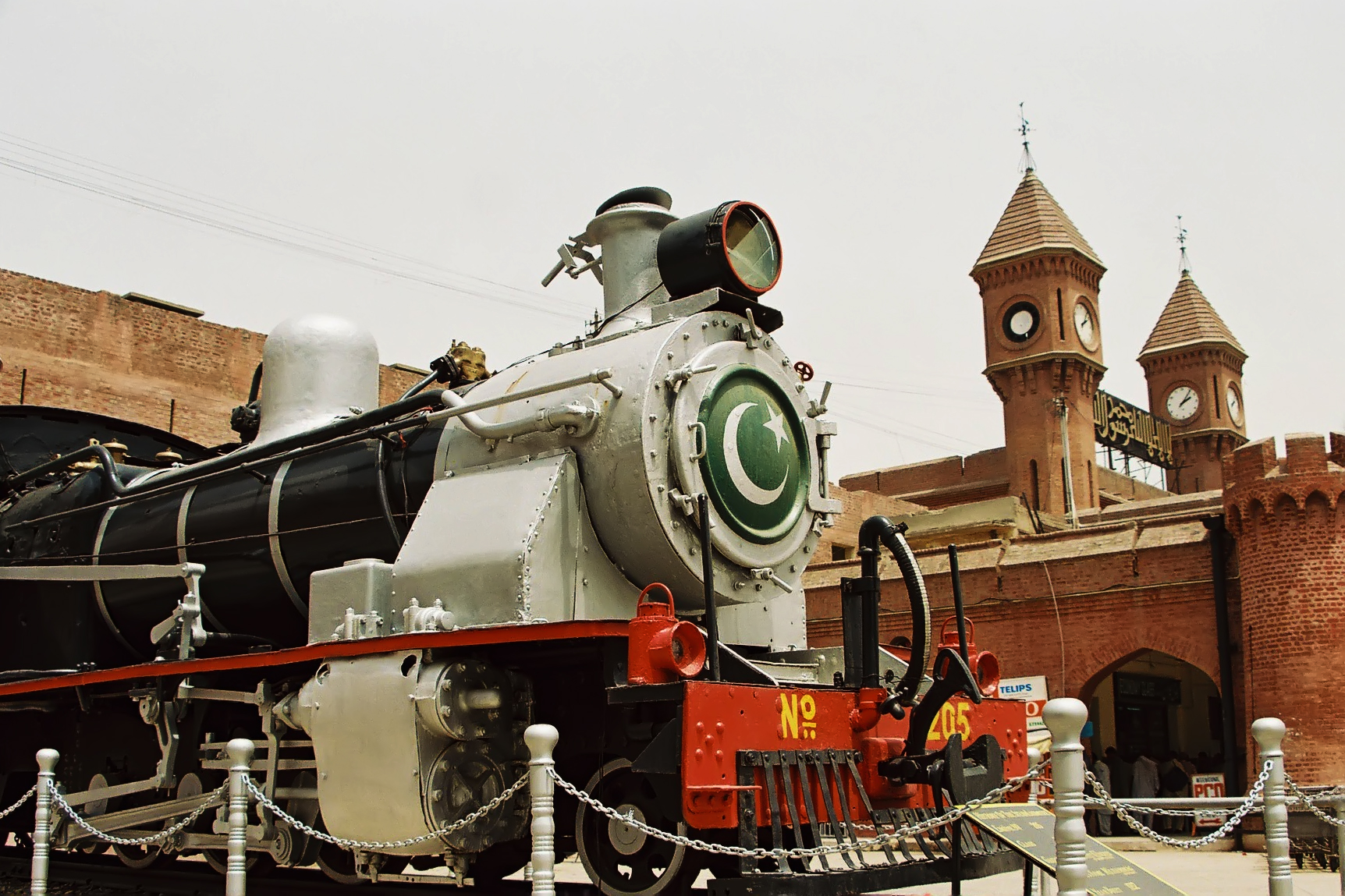
Locomotora de Pakistan Railways a la entrada de la estación.

La estación fue construida durante la era colonial, y fue construida a las afueras de la ciudad amurallada en la intersección de Empress Road, Allama Iqbal Road y Circular Road. La estación de Lahore Junction fue construida por Mian Mohammad Sultan Chughtai, un exfuncionario del Imperio mogol, entre 1859-1860.
La estación sirvió como la sede del ferrocarril de Punjab y más tarde serviría como el extremo norte del ferrocarril Scinde, Punjab y Delhi, que conectaba la ciudad portuaria de Karachi con Lahore. Fue construido al estilo de un castillo medieval para evitar posibles levantamientos futuros, como se vio en la Guerra de la Independencia de 1857, con gruesos muros, torretas y agujeros para dirigir el fuego de armas y cañones para la defensa de la estructura.
La estación es un legado de la extensa red ferroviaria establecida durante el Raj británico, y refleja la contribución británica a la infraestructura de la región. La estación se vio gravemente afectada durante los disturbios que siguieron a la Partición del Imperio Indio Británico y la independencia de Pakistán en 1947. Similar a la situación contemporánea de los musulmanes que huían de Delhi y Amritsar, los hindúes y sijs de Lahore a veces fueron atacados en la estación de trenes de Lahore.

## Servicios
Los siguientes trenes se originan o paran en Lahore Junction:
| N.º | Nombre | Origen                    | Destino        | Hora           |
| --- | ------ | ------------------------- | -------------- | -------------- |
| 01. | 1 UP   | KHYBER MAIL EXPRESS       | KARACHI CANTT  | PESHAWAR CANTT |
| 02. | 2 DN   | KHYBER MAIL EXPRESS       | PESHAWAR CANTT | KARACHI CANTT  |
| 03. | 5 UP   | GREEN LINE EXPRESS        | KARACHI CANTT  | ISLAMABAD      |
| 04. | 6 DN   | GREEN LINE EXPRESS        | ISLAMABAD      | KARACHI CANTT  |
| 05. | 7 UP   | TEZGAM EXPRESS            | KARACHI CANTT  | RAWALPINDI     |
| 06. | 8 DN   | TEZGAM EXPRESS            | RAWALPINDI     | KARACHI CANTT  |
| 07. | 9 UP   | ALLAMA IQBAL EXPRESS      | KARACHI CANTT  | SIALKOT        |
| 08. | 10 DN  | ALLAMA IQBAL EXPRESS      | SIALKOT        | KARACHI CANTT  |
| 09. | 13 UP  | AWAM EXPRESS              | KARACHI CANTT  | PESHAWAR CANTT |
| 10. | 14 DN  | AWAM EXPRESS              | PESHAWAR CANTT | KARACHI CANTT  |
| 11. | 15 UP  | KARACHI EXPRESS           | KARACHI CANTT  | TERMINUS       |
| 12. | 16 DN  | KARACHI EXPRESS           | TERMINUS       | KARACHI CANTT  |
| 13. | 23 UP  | AKBAR EXPRESS             | QUETTA         | TERMINUS       |
| 14. | 24 DN  | AKBAR EXPRESS             | TERMINUS       | QUETTA         |
| 15. | 27 UP  | SHALIMAR EXPRESS          | KARACHI CANTT  | TERMINUS       |
| 16. | 28 DN  | SHALIMAR EXPRESS          | TERMINUS       | KARACHI CANTT  |
| 17. | 31 UP  | JINNAH EXPRESS            | KARACHI CANTT  | TERMINUS       |
| 18. | 32 DN  | JINNAH EXPRESS            | TERMINUS       | KARACHI CANTT  |
| 19. | 33 UP  | PAK BUSINESS EXPRESS      | KARACHI CANTT  | TERMINUS       |
| 20. | 34 DN  | PAK BUSINESS EXPRESS      | TERMINUS       | KARACHI CANTT  |
| 21. | 37 UP  | FAREED EXPRESS            | KARACHI CITY   | TERMINUS       |
| 22. | 38 DN  | FAREED EXPRESS            | TERMINUS       | KARACHI CITY   |
| 23. | 39 UP  | JAFFER EXPRESS            | QUETTA         | PESHAWAR CANTT |
| 24. | 40 DN  | JAFFER EXPRESS            | PESHAWAR CANTT | QUETTA         |
| 25. | 41 UP  | KARAKORUM EXPRESS         | KARACHI CANTT  | TERMINUS       |
| 26. | 42 DN  | KARAKORUM EXPRESS         | TERMINUS       | KARACHI CANTT  |
| 27. | 43 UP  | SHAH HUSSAIN EXPRESS      | KARACHI CANTT  | TERMINUS       |
| 28. | 44 DN  | SHAH HUSSAIN EXPRESS      | TERMINUS       | KARACHI CANTT  |
| 29. | 101 UP | SUBAK RAFTAR EXPRESS      | TERMINUS       | RAWALPINDI     |
| 30. | 102 DN | SUBAK RAFTAR EXPRESS      | RAWALPINDI     | TERMINUS       |
| 31. | 103 UP | SUBAK KHARAM EXPRESS      | TERMINUS       | RAWALPINDI     |
| 32. | 104 DN | SUBAK KHARAM EXPRESS      | RAWALPINDI     | TERMINUS       |
| 33. | 105 UP | RAWAL EXPRESS             | TERMINUS       | RAWALPINDI     |
| 34. | 106 DN | RAWAL EXPRESS             | RAWALPINDI     | TERMINUS       |
| 35. | 107 UP | ISLAMABAD EXPRESS         | TERMINUS       | RAWALPINDI     |
| 36. | 108 DN | ISLAMABAD EXPRESS         | ISLAMABAD      | TERMINUS       |
| 37. | 111 UP | BADAR EXPRESS             | FAISALABAD     | TERMINUS       |
| 38. | 112 DN | BADAR EXPRESS             | TERMINUS       | FAISALABAD     |
| 39. | 113 UP | GHOURI EXPRESS            | FAISALABAD     | TERMINUS       |
| 40. | 114 DN | GHOURI EXPRESS            | TERMINUS       | FAISALABAD     |
| 41. | 115 UP | MUSA PAK EXPRESS          | MULTAN         | TERMINUS       |
| 42. | 116 DN | MUSA PAK EXPRESS          | TERMINUS       | MULTAN         |
| 43. | 117 UP | MULTAN EXPRESS            | MULTAN         | TERMINUS       |
| 44. | 118 DN | MULTAN EXPRESS            | TERMINUS       | MULTAN         |
| 45. | 119 UP | FAISAL EXPRESS            | FAISALABAD     | TERMINUS       |
| 46. | 120 DN | FAISAL EXPRESS            | TERMINUS       | FAISALABAD     |
| 47. | 121 UP | RAVI EXPRESS              | SHORKOT CANTT  | TERMINUS       |
| 48. | 122 DN | RAVI EXPRESS              | TERMINUS       | SHORKOT CANTT  |
| 49. | 123 UP | SARGODHA EXPRESS          | SARGODHA       | TERMINUS       |
| 50. | 124 DN | SARGODHA EXPRESS          | TERMINUS       | SARGODHA       |
| 51. | 125 UP | LASANI EXPRESS            | TERMINUS       | SIALKOT        |
| 52. | 126 DN | LASANI EXPRESS            | SIALKOT        | TERMINUS       |
| 53. | 147 UP | MIANWALI EXPRESS          | MARI INDUS     | TERMINUS       |
| 54. | 148 DN | MIANWALI EXPRESS          | TERMINUS       | MARI INDUS     |
| 55. | 205 UP | BABU PASSENGER            | TERMINUS       | WAZIRABAD      |
| 56. | 206 DN | BABU PASSENGER            | WAZIRABAD      | TERMINUS       |
| 57. | 207 UP | WARIS SHAH PASSENGER      | SHORKOT CANTT  | TERMINUS       |
| 58. | 208 DN | WARIS SHAH PASSENGER      | TERMINUS       | SHORKOT CANTT  |
| 59. | 209 UP | FAIZ AHMED FAIZ PASSENGER | TERMINUS       | NAROWAL        |
| 60. | 210 DN | FAIZ AHMED FAIZ PASSENGER | NAROWAL        | TERMINUS       |
| 61. | 211 UP | NAROWAL PASSENGER         | TERMINUS       | NAROWAL        |
| 62. | 212 DN | NAROWAL PASSENGER         | NAROWAL        | TERMINUS       |
| 63. | 401 UP | SAMJHOTA EXPRESS          | ATTARI         | TERMINUS       |
| 64. | 402 DN | SAMJHOTA EXPRESS          | TERMINUS       | ATTARI         |